# Simonswald
Simonswald är en kommun i Landkreis Emmendingen i regionen Südlicher Oberrhein i Regierungsbezirk Freiburg i förbundslandet Baden-Württemberg i Tyskland.
Kommunen bildades 1 april 1970 genom en sammanslagning av kommunerna Altsimonswald, Haslachsimonswald och Untersimonswald. De tidigare kommunerna Obersimonswald und Wildgutach uppgick 1 januari 1974 i Simonswald.
Kommunen ingår i kommunalförbundet Waldkirch tillsammans med staden Waldkirch och kommunen Gutach im Breisgau.